# Corsage

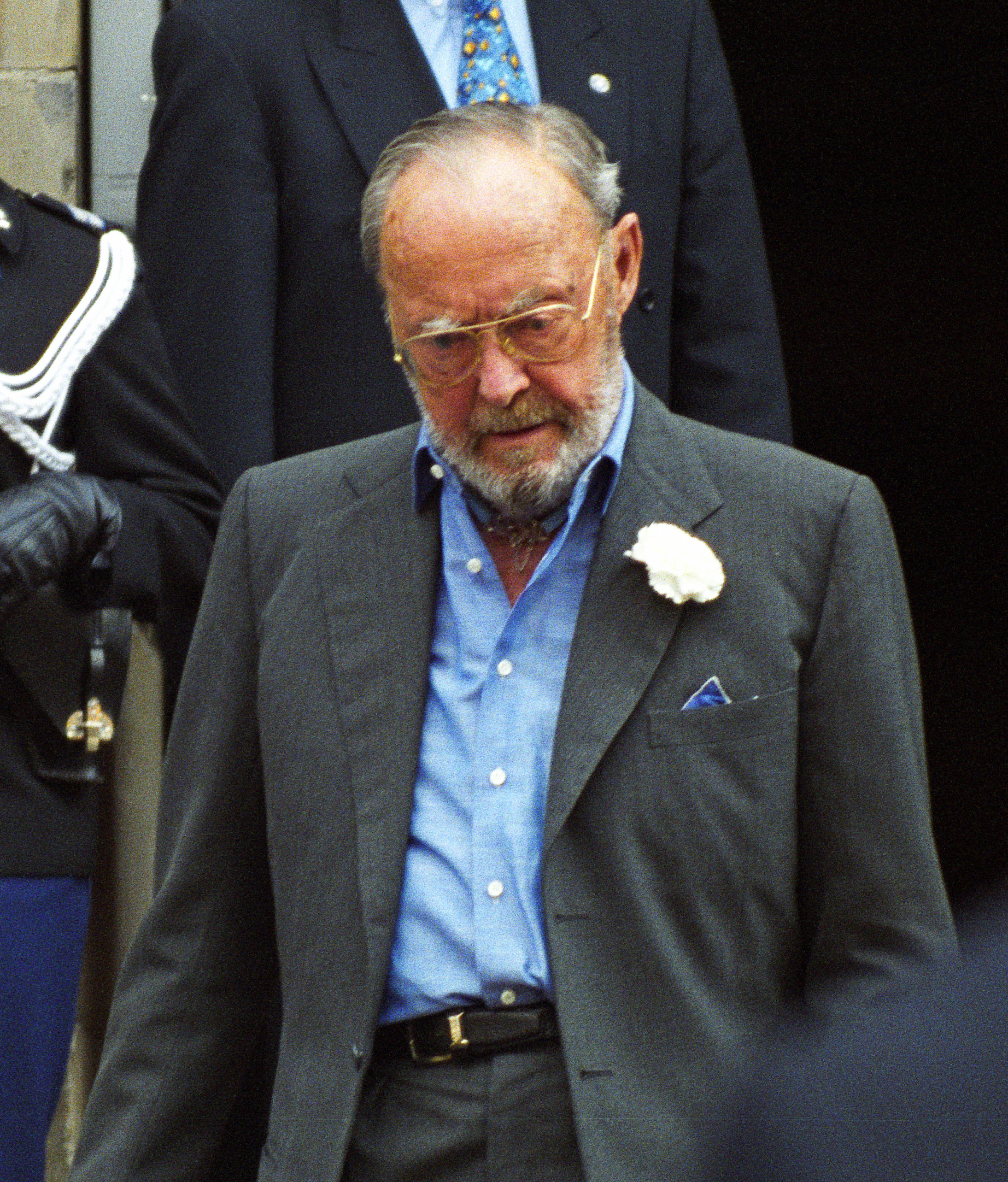
Prins Bernhard met een witte anjer als corsage op de linker revers.

Een corsage is een bloemstukje dat ter hoogte van de borst op de kleding wordt gedragen. Het stukje bestaat meestal uit een of twee bloemen en wat groen. Een corsage wordt gedragen ter gelegenheid van een plechtige gebeurtenis. 

## Uiterlijk en draagplaats
De traditionele corsage bestaat uit verschillende bloemen. Het versiersel wordt doorgaans vastgemaakt met een zogenaamde corsagespeld, maar tegenwoordig kan dat ook met de corsagemagneet; deze voorkomt schade aan kleding. Volgens de etiquette draagt de dame de corsage met de bloemen omlaag en de heer met de bloemen omhoog, doorgaans in het knoopsgat van de linker revers. 

### Bruiloft
Bij een bruiloft heeft de bruid een bruidsboeket en draagt de wederzijdse familie een corsage. De bruidegom heeft meestal een iets groter exemplaar. De bruid kan de corsage ook aan een handschoen of in het haar dragen. Voor de dames bevat de corsage een paar bloemen uit het bruidsboeket die naar beneden worden gedragen, links onder het sleutelbeen. Voor de heren bestaat de corsage uit één bloem die naar boven op de linkerrevers (op het hart) wordt gedragen. Dat wordt een boutonnière genoemd. Door de corsage zo hoog mogelijk vast te zetten, gaat zij niet hangen. Bij de bruiloft deelt de ceremoniemeester de corsages uit.

### Gala
Ook bij een gala wordt volgens de etiquette een corsage gedragen. De heren verzorgen een corsage voor de dame. Bij voorkeur wordt het bloemstukje voor de gala-avond bezorgd.